# 福岡県道79号朝倉小石原線
福岡県道79号朝倉小石原線（ふくおかけんどう79ごう あさくらこいしわらせん）は、福岡県朝倉市から朝倉郡東峰村に至る県道（主要地方道）である。

## 概要
朝倉市須川から朝倉郡東峰村大字小石原に至る。
以前はほぼ全線にわたって狭路だったが、終点付近の峠越え区間は2016年（平成28年）頃に改良工事が行われ、福岡県道509号塔ノ瀬十文字小郡線や福岡県道80号甘木朝倉田主丸線と合わせ、小石原川ダムの工事のため生じている国道500号の不通区間に代わって朝倉郡東峰村小石原地区と朝倉市を結ぶ代替ルートを形成している。

### 路線データ
- 起点：福岡県朝倉市須川（須川交差点、国道386号交点）
- 終点：福岡県朝倉郡東峰村大字小石原（国道500号交点、福岡県道509号塔ノ瀬十文字小郡線起点）

## 歴史
- 1993年（平成5年）5月11日 - 建設省から、県道朝倉小石原線が朝倉小石原線として主要地方道に指定される[1]。

## 路線状況

### 重複区間
- 福岡県道588号甘木吉井線（朝倉市黒川）
- 福岡県道509号塔ノ瀬十文字小郡線（朝倉市佐田 - 朝倉郡東峰村大字小石原（終点））

## 地理

### 通過する自治体
- 朝倉市
- 朝倉郡東峰村

### 交差する道路
| 交差する道路                                           | 市町村名 | 市町村名 | 交差する場所 | 交差する場所      |
| ------------------------------------------------------ | -------- | -------- | ------------ | ----------------- |
| 国道386号 福岡県道・大分県道112号福岡日田線 重複       | 朝倉市   | 朝倉市   | 須川         | 須川交差点 / 起点 |
| 福岡県道588号甘木吉井線 重複区間起点                   | 朝倉市   | 朝倉市   | 黒川         |                   |
| 福岡県道588号甘木吉井線 重複区間終点                   | 朝倉市   | 朝倉市   | 黒川         |                   |
| 福岡県道509号塔ノ瀬十文字小郡線 重複区間起点           | 朝倉市   | 朝倉市   | 佐田         |                   |
| 福岡県道590号安谷赤谷線                                | 朝倉市   | 朝倉市   | 佐田         |                   |
| 国道500号 福岡県道509号塔ノ瀬十文字小郡線 重複区間終点 | 朝倉郡   | 東峰村   | 大字小石原   | 終点              |

### 沿線
- E34 大分自動車道 3 朝倉IC（起点付近）
- 朝倉市立朝倉東小学校

### 峠
起点から
- 合坂峠（朝倉市）
- 京ノ坂峠（朝倉市）